# Роменський район (1930—2020)
Роме́нський райо́н — колишній район України у західній частині Сумської області України з адміністративним центром у місті Ромни, який існував протягом 1930—2020 років і був ліквідований під час Адміністративно-територіальної реформи в Україні.
Район межував з Конотопським, Буринським, Недригайлівським та Липоводолинським районами Сумської області, Лохвицьким районом Полтавської області, Варвинським, Срібнянським і Талалаївським районами Чернігівської області.
Площа району становила 1,9 тис. км². Населення району (без міста Ромни) — 64 200 чоловік (1979).

## Природно-заповідний фонд

### Ботанічні заказники
Борозенківський, Громадська дума, Джерельні розсипи, Дубинський, Засулля, Сурмачівський, Хмелівський.

### Гідрологічні заказники
Андріяшівсько-Гудимівський (загальнодержавного значення), Біловодський (загальнодержавного значення), Вовківці, Миколаївський, Новогребельський, Пустовійтівський, Сульський.

### Загальнозоологічні заказники
Байбачий, Ведмежівський.

### Ландшафтні заказники
Губарівщина, Вощилиха, Коржівський, Косарівщина, Овлаші, Холодниківський.

### Геологічні заказники
Гора Золотуха.

### Ботанічні пам'ятки природи
Дуб біля с. Кропивинці, Дуб біля с. Мокиївка, Дуб Гаркуші, Дуби біля с. Рогинці, Дуб-Король.

### Гідрологічні пам'ятки природи
Березовий гай, Джерела біля с. Артюхівка, Джерела в с. Гаврилівка, Джерело с. Голінка, Джерело с. Нова Гребля, Джерело біля с. Волошнівка, Джерело біля села Дубини, Джерело біля с. М. Бубни, Джерело біля села Рогинці, Джерело Ведмедок, Джерело в урочищі Потеряйкін яр, Джерело в ур. Цемкалка.

### Комплексна пам'ятка природи
Оксютинські кургани.

## Історія
Історія Роменщини тісно пов'язана з розвитком української держави. Перші поселення з часів палеоліту. В цілому ж на Роменщині вчені виявили існування кількох археологічних культур, зокрема найбільше представлені пам'ятки скіфського періоду, Роменської культури тощо. В ІХ-ХІІІ століттях Роменщина входила до складу Київської Держави.
Після війни з Золотою Ордою землі нинішньої Роменщини увійшли до складу Великого князівства Литовського. Її населення в цей час брало активну участь у боротьбі з московськими бандами, а в середині XVII століття воювало в полках гетьмана Богдана Хмельницького, брало участь в національно-визвольній війні.
На початку XVI століття Роменщина була територією вільної колонізації, яка велася мляво з огляду на загрозу московської і татарської інтервенцій. 1569 року Роменщина входить до складу європейської держави — Речі Посполитої. З 1648 року починається визвольна війна українського народу, активну участь у ній взяли й жителі поселень. У цьому ж році Роменщина входить до складу Миргородського полку Гетьманщини.
Під час Північної війни (1700—1721 рр.) територія перебувала в зоні бойових дій російських і шведських військ.
Протягом XVII — XIX століть Роменщина стала одним із важливих центрів Лівобережної України, де розвивалася промисловість, сільськогосподарське виробництво, культура.
Важлива роль краю в розвитку ярмаркової торгівлі. Тільки знаменитий Роменський Іллінський ярмарок об'єднував навколо себе більше чотирьох тисяч малих і великих ярмарок, що проходили на території України та Росії. Двічі бував у Ромнах на Іллінському ярмарку Тарас Григорович Шевченко. Далеко за межами Роменщини славилися її будівничі, художники, золотарі, кобзарі.
У місті існував спеціальний торговий двір, де зупинялися приїжджі торгові люди. Велась жвава торгівля тютюном, який тут вирощувався і перероблявся, за що Петро І назвав його тютюновим містом.
В XIX столітті в Ромнах виникають перші промислові підприємства, в Роменському повіті відкриваються цукроварні, винокурні, розвивається гончарський, ткацький та інші промисли. Велике значення в розвитку товарного сільськогосподарського виробництва мало будівництво Лібаво-Роменської залізниці, регулярний рух якою розпочався з 1874 року, що послужило прискоренню економічного розвитку краю. А на початку XX століття в Ромнах виникають нові підприємства і виробництва, з яких беруть свій родовід багато сучасних Роменських промислових підприємств.
До кінця XIX століття в місті працювали дві тютюнові фабрики, спиртоочисний, миловарний заводи, три парових млини, дві друкарні, декілька хлібопекарень.
Недалеко від міста виникло селище залізничників Новолозовка.
1941 року район, як і вся Сумська область, був окупований нацистами. Звільнений в 1943 році.
1991 Роменський район Сумської області держави Україна..

## Адміністративний устрій
Район адміністративно-територіально поділяється на 32 сільські ради, які об'єднують 128 населений пункт та підпорядковані Роменській районній раді.
05.02.1965 Указом Президії Верховної Ради Української РСР передано Корінецьку сільраду Роменського району до складу Бахмацького району Чернігівської області, а Волошнівську, Новогребельську, Хоминцівську та Ярошівську сільради Срібнянського району Чернігівської області — до складу Роменського району Сумської області.
У жовтні 2008 р. з обліку були зняті села Касянове та Розумакове.

### Історія адміністративно-територіальних змін
- 1618—1648 рр. — Роменський повіт Київського воєводства у складі Польської держави, Речі Посполитої;
- 1648—1658 рр. — Роменська сотня Миргородського полку Гетьманщини;
- 1658—1781 рр. — Роменська сотня Лубенського полку Гетьманщини;
- 1781—1796 рр. — Роменський повіт Чернігівського намісництва у складі Російської імперії;
- 1796—1802 рр. — Роменський повіт Малоросійської губернії, утворений з Чернігівського, Київського і Новгород-Сіверського намісництва з центром у Чернігові у складі Російської імперії;
- 1802—1917 рр. — Роменський повіт Полтавської губернії у складі Російської імперії;
- 1917—1920 — Роменський повіт Полтавської губернії Української Народної Республіки;
- березень 1923 — червень 1925 рр. — Роменська округа Полтавської губернії УСРР ;
- червень 1925 — червень 1930 рр. — Роменська округа УСРР ;
- Липень 1930 — вересень 1930 рр. — Роменський район Лубенської округи;
- лютий-жовтень 1932 р. — Роменський район Харківської області;[3]
- 1932—1939 рр. — Роменський район Чернігівської області;[4]
- 1939—1941 — Роменський район Сумської області;
- вересень 1941 — вересень 1943 — Роменський повіт прифронтової зони Вермахту Німецької держави (зона окупації Німеччини);
- 1944—1991 — Роменський район Сумської області УРСР;
- 1991 до сьогодні — Роменський район Сумської області держави Україна.

Як адміністративно-територіальна одиниця Роменський район запроваджений комуністичною владою і почав існувати з жовтня 1930 року на підставі нового адміністративно-територіального поділу. З лютого по жовтень 1932 року Роменський район відносився до Харківської області, з жовтня 1932 року по січень 1939 року — до Чернігівської, а з січня 1939 року — до новоствореної Сумської області.

## Політика
25 травня 2014 року відбулися Президентські вибори України. У межах Роменського району було створено 70 виборчих дільниць. Явка на виборах складала — 71,49 % (проголосували 22 154 із 30 990 виборців). Найбільшу кількість голосів отримав Петро Порошенко — 56,72 % (12 566 виборців); Юлія Тимошенко — 17,82 % (3 947 виборців), Олег Ляшко — 12,35 % (2 735 виборців), Анатолій Гриценко — 3,85 % (852 виборців). Решта кандидатів набрали меншу кількість голосів. Кількість недійсних або зіпсованих бюлетенів — 1,04 %.

## Населення
Розподіл населення за віком та статтю (2001):
| Стать | Всього | До 15 років | 15-24 | 25-44 | 45-64 | 65-85 | Понад 85 |
| --- | ------ | ----------- | ----- | ----- | ----- | ----- | -------- |
| Чоловіки | 21 075 | 4009        | 2598  | 6106  | 5269  | 2978  | 115      |
| Жінки | 25 248 | 3702        | 2361  | 5699  | 6126  | 6630  | 730      |
| \| Статево-вікова піраміда \| Статево-вікова піраміда \| Статево-вікова піраміда \| \| ----------------------- \| ----------------------- \| ----------------------- \| \| Чоловіки \| Вік \| Жінки \| \| 115 \| 85 + \| 730 \| \| 221 \| 80-84 \| 918 \| \| 694 \| 75-79 \| 1912 \| \| 1069 \| 70-74 \| 2216 \| \| 994 \| 65-69 \| 1584 \| \| 1580 \| 60-64 \| 2246 \| \| 820 \| 55-59 \| 1045 \| \| 1336 \| 50-54 \| 1447 \| \| 1533 \| 45-49 \| 1388 \| \| 1773 \| 40-44 \| 1615 \| \| 1536 \| 35-39 \| 1446 \| \| 1432 \| 30-34 \| 1329 \| \| 1365 \| 25-29 \| 1309 \| \| 1291 \| 20-24 \| 1186 \| \| 1307 \| 15-20 \| 1175 \| \| 1661 \| 10-14 \| 1615 \| \| 1309 \| 5-9 \| 1178 \| \| 1039 \| 0-4 \| 909 \| |        |             |       |       |       |       |          |
| Статево-вікова піраміда |        |             |       |       |       |       |          |
| Чоловіки | Вік    | Жінки       |       |       |       |       |          |
| 115 | 85 +   | 730         |       |       |       |       |          |
| 221 | 80-84  | 918         |       |       |       |       |          |
| 694 | 75-79  | 1912        |       |       |       |       |          |
| 1069 | 70-74  | 2216        |       |       |       |       |          |
| 994 | 65-69  | 1584        |       |       |       |       |          |
| 1580 | 60-64  | 2246        |       |       |       |       |          |
| 820 | 55-59  | 1045        |       |       |       |       |          |
| 1336 | 50-54  | 1447        |       |       |       |       |          |
| 1533 | 45-49  | 1388        |       |       |       |       |          |
| 1773 | 40-44  | 1615        |       |       |       |       |          |
| 1536 | 35-39  | 1446        |       |       |       |       |          |
| 1432 | 30-34  | 1329        |       |       |       |       |          |
| 1365 | 25-29  | 1309        |       |       |       |       |          |
| 1291 | 20-24  | 1186        |       |       |       |       |          |
| 1307 | 15-20  | 1175        |       |       |       |       |          |
| 1661 | 10-14  | 1615        |       |       |       |       |          |
| 1309 | 5-9    | 1178        |       |       |       |       |          |
| 1039 | 0-4    | 909         |       |       |       |       |          |

Національний склад населення за даними перепису 2001 року:
| Національність | Кількість осіб | Відсоток |
| -------------- | -------------- | -------- |
| українці       | 45016          | 97,17 %  |
| росіяни        | 979            | 2,11 %   |
| молдовани      | 100            | 0,22 %   |
| білоруси       | 91             | 0,20 %   |
| вірмени        | 23             | 0,05 %   |
| інші           | 119            | 0,26 %   |

Мовний склад населення за даними перепису 2001 року:
| Мова       | Кількість осіб | Відсоток |
| ---------- | -------------- | -------- |
| українська | 45214          | 97,60 %  |
| російська  | 935            | 2,02 %   |
| молдовська | 73             | 0,16 %   |
| білоруська | 44             | 0,09 %   |
| вірменська | 13             | 0,03 %   |
| інші       | 49             | 0,11 %   |

## Культура
- Пам'ятки архітектури
- Пам'ятки історії
- Пам'ятки монументального мистецтва

## Персоналії
Роменщина — батьківщина багатьох діячів науки, мистецтва, культури, літератури, відомих державних, військових і політичних діячів. Серед них імена Кошового Запорізької Січі Петра Калнишевського, відомих представників української старшини Григорія та Василя Полетик, художників Григорія Стеценка, лауреата Шевченківської премії Миколи Бута, майстра художньої кераміки Павла Іванченка, відомого музикознавця, чоловіка Лесі Українки Климента Квітки, кобзаря Івана Запорожченка, Євгена Адамцевича, мистецтвознавця і археолога першовідкривача Роменської культури Миколи Макаренка, мовознавця Олександра Потебні, відомих вітчизняних медиків Івана Савченка, Олександра Скоромця, Василя Чаговеця, правознавця Миколи Максименка, геодезиста і картографа Івана Стрельбицького, письменника Григорія Нудьги, Івана Сердюкова, Івана Бойка, історика Володимира Пархоменка, військових політичних діячів Тягнибіди Івана Федька, артистів Василя Яременка, Ірини Воликівської.
- Петро Калнишевський — останній кошовий отаман Запорозької Січі.
- Максимейко Микола Олексійович — український вчений-історик права. Доктор права, професор, член-кореспондент Всеукраїнської Академії Наук.
- Манько Демид Федорович — делегат Першого Всеукраїнського селянського з'їзду. Член Української Центральної Ради в Києві (1917).
- Платон Бойко — член Української Центральної Ради в Києві (1917).
- Северин Іван Кирилович — Герой Радянського Союзу
- Вовна Петро Олексійович — Герой Радянського Союзу